# Quercus iltisii
Quercus iltisii es una especie del género Quercus dentro de la familia de las Fagaceae. Está clasificada en la sección Lobatae; del roble rojo de América del Norte, Centroamérica y el norte de América del Sur que tienen los estilos largos, las bellotas maduran en 18 meses y tienen un sabor muy amargo. Las hojas suelen tener lóbulos con las puntas afiladas, con cerdas o con púas en el lóbulo.

## Distribución y hábitat
Es un endemismo de México donde se distribuye por Jalisco y Colima.

## Taxonomía
Quercus iltisii fue descrita por Luz María González Villarreal y publicado en Brittonia 55(1): 54. 2003.
Etimología
Quercus: nombre genérico del latín que designaba igualmente al roble y a la encina.
iltisii: epíteto otorgado en honor del botánico Hugh Hellmut Iltis. 